# 科翁
科翁（法語：Cohons，法語發音：[kɔɔ̃]）是法国上马恩省的一个市镇，属于朗格勒区。

## 地理
科翁（47°47'14"N, 5°20'44"E）面积12.55 平方千米，位于法国大東部大區上马恩省，该省份为法国东北部内陆省份，北起马恩省和默兹省，西接奥布省，西南接科多尔省，东南接上索恩省，东临孚日省。
与科翁接壤的市镇（或旧市镇、城区）包括：隆若-佩尔塞、努瓦当沙特努瓦、布尔、圣若姆、维勒居西安勒拉克。
科翁的时区为UTC+01:00、UTC+02:00（夏令时）。

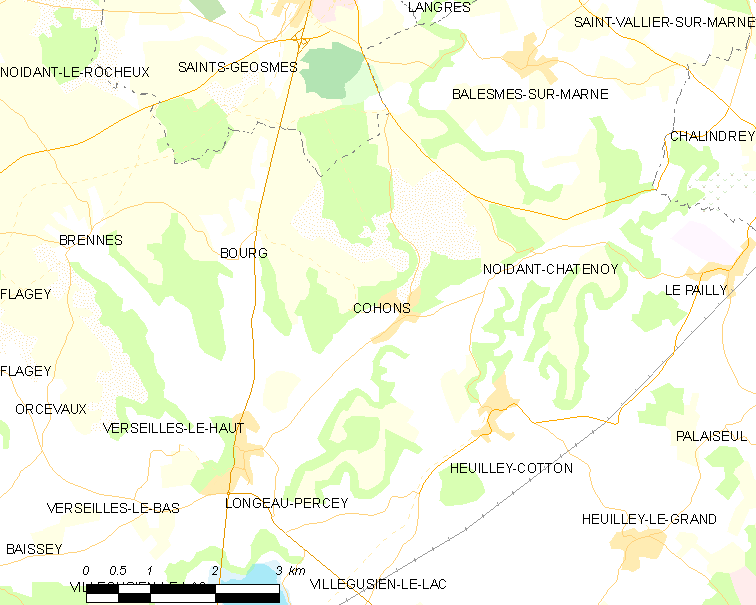
科翁的OSM定位图

## 行政
科翁的邮政编码为52600，INSEE市镇编码为52134。

## 政治
科翁所属的省级选区为维勒居西安勒拉克县。

## 人口

1962-2008年间科翁人口变化图示

科翁于2022年1月1日时的人口数量为208人。